# 재야사학
재야사학(在野史學)에 대해서는 뚜렷한 정의가 내려져 있지 않다. 향토사(鄕土史) 연구를 향토사학 또는 재야사학이라 했고, 지금도 그렇게 쓰이는 경우가 있다.
1978년 국사교과서의 한국 고대사를 둘러싼 논쟁에 대한 보도에서 ‘이른바’ 또는 ‘세칭(世稱)’과 함께 ‘재야사학’이라는 단어가 처음 등장하는데, 대학에 소속되지 않았거나 학회에 가입하지 않은 학자들을 ‘재야(在野)’라 불렀다고 설명하였다. 이후로 사학계의 일반적인 역사의 연구 방법과 절차를 달리하여 학계에서 위서(僞書)로 인식하거나 아직 정확하게 밝혀지지 않은 사실을 중심으로 신빙성이 낮다고 보는 사서들을 연구하며 고대 한국의 영토나 역사를 연구하는 이들을 '재야사학가' 또는 ‘재야연구가’, 이들의 역사 연구를 ‘재야사학’이라 부르고 있다.

## 주요 연구 내용과 방법
재야사학자들의 연구는 주로 삼국시대 이전의 고대사에 집중되어 있다. 역사학을 직접 전공한 경우가 강단사학에 비해 많지 않고 기존 역사학의 방법과 성과를 무시하거나 이와는 부합하지 않는 방법으로 연구하여 사학계의 주장과 크게 달라지기도 한다. 이들은 기존의 학계가 일제강점기 일본에 의해 왜곡된 역사를 고집하고 있다고 여기며, 근대 이후에 등장한 《환단고기》류의 사료를 참조하고 사서에 대한 독자적인 해석을 내리는 경우가 많다. 대종교(단군교) 등의 관점을 중심으로 고대사를 정리하여, 연구자들마다 제각각 한민족이 단군조선 이전에 대제국을 이루었다고 주장하거나 대륙사관을 주장하는 사람들은 백제, 고려 등 옛 나라들의 중심지가 한반도가 아닌 지금의 중국이었다는 상식과는 거리가 먼 주장을 펴기도 한다.

## 강단사학
재야사학에서는 기존의 역사학자를 강단사학자(講壇史學者)라고 부르기도 하는데, 이들이 대개 역사학을 전공하여 학위를 취득하고 학계를 중심으로 대학 등에서 강의하는 것을 가리키는 말이다. 재야사학자들은 주류 강단사학자들을 일제 식민사학의 후예라 비판해왔고, 강단사학자들은 재야사학자들을 실증은 없고 주장만 난무하는 비전문가들이라 비판해왔다. 현재는 사학을 전공하여 박사학위까지 받은 재야사학자도 배출되고 있다.

## 상호 비판
재야사학자들은 강단사학을 일제강점기의 이론이나 식민사학의 영향을 받아 단군을 신화로 매도하고 동이, 배달겨레, 한민족의 역사를 축소하고 있다고 비판하고 있다. 이에 대해 강단사학계는 재야사학이 《규원사화》나 20세기에 쓰여진 위서(僞書) 《환단고기》를 바탕으로 기존의 연구성과를 무시하고, 지명의 유사성과 같은 단편적인 일치를 확대 해석하고 논리를 비약하여 한민족이 중국 대륙을 지배한 증거라고 내민다고 비판하고 있다. 재야사학자들은 강단사학계의 이런 비판에 대해, 강단사학이 낙랑군의 치소(治所)를 왕검성으로 비정하는 것이나 한사군의 현도군 초기 치소 위치를 비정하는 방법 등이야말로 단편적인 일치의 확대 해석이자 지명의 유사성에 기초한 논리 비약이라고 공박하고 있다. 일각에서는 ‘재야사학’과 ‘강단사학’의 호칭을 아예 인정하지 않거나 반감이나 비판의 의미를 담기도 한다.
재야사학자 이덕일은 한국 주류 사학계를 관통하는 두 가지 사관이 일제 식민사관과 조선후기 노론사관이라고 주장한다. 노론의 후예들이 일제 조선사편수회에 가담했으며, 광복 뒤에도 사학계 주류가 되어 명(明)에 대한 사대주의에서 친일, 친미(親美)로 이어져 왔다는 게 주장의 요지이다.
반면, 재야사학은 과도한 민족주의적 성격 때문에 조선민주주의인민공화국의 고대사 서술과 같이 이데올로기에 근거해 역사적 사실을 재단(裁斷)하려 한다는 비판을 받고 있다. 같은 맥락에서 '극우에 친화성을 띠는 재야사학자'라는 표현 이나 “새로운 신화 만들기”라는 비평 이 나오고 있다.

## 평가
재야사학은 강단사학이 역사적 사실을 바라보는 데에 있어서 새로운 시각과 해석을 제시할 수 있도록 하는 일정한 역할을 해왔다. 재야사학자들의 주류 강단사학에 대한 비판은 한국 사학계가 기존의 도식적인 역사관을 답습하는 것에 경종을 울려, 특히 발해의 역사를 통일신라와 대등한 한국사로 인식해 남북국 시대로 규정하고 요서(遼西)지역의 대릉하 일대를 고조선의 세력 범위로 인정하도록 하는 등 새롭고 진취적인 학설들이 제시되는 데에 기여한 측면이 있다.
그러나, 재야사학은 대륙사관 등과 같이 상식 밖의 주장이 난무하여 의사 역사학의 성격이 다분하다는 비판을 스스로 정리하고 극복해야 하는 본질적 한계를 가지고 있다.
역사학은 기본적으로 과학기술과 같은 학문들과는 본질적으로 그 성격자체가 틀리다. 시간의 흐름에 따라 1초 1초 흐르면서 쌓여가는 역사적 사실에 대한 진실성을 저장하고 지나온것들에 대한것은 규명하고 이에 대한 의미를 찾아가며 새로운 미래의 역사적 가치를 도출한다고도 봐야 한다. 사료와 고고학적 증거가 일치한다면 그대로 받아들일수 있으나 무엇하나라도 부족하면 가설로 남게 되는 경우가 흔하다. 이러한 부실한 역사 규정 정체 상태가 현재 한국을 중심으로 중국 일본등의 이해관계로 역사에 이념과 정치가 심어지게 되면 과거 조선 초기 고려의 역사를 지워버리는 비극을 경험할 수 있는 것이기에 민족사적 입장에서는 매우 위험한 일이다. 따라서 기존의 식민사학자라는 오명을 쓰고 있는 강단 사학계에 대한 비판과 정화 그리고 보정 기능들을 담당하는 역할을 할수 있게 되며 시민들 역시 역사사료를 1차적으로 받아들여 2차적으로 의미에 대한 재생산등을 통하여 모두 의견 합치가 이루어질때 비로소 우리가 바라보는 올바른 역사관이 성립될수 있다. 이는 재야 사학계의 촉진의 힘이다.

## 같이 보기
- 식민사관
- 환단고기
- 대륙사관
- 의사 역사학
- 실증주의
- 역사수정주의